# Kamianka (Ostrołęka)
Pour les articles homonymes, voir Kamianka.
Kamianka (prononciation : [kaˈmjanka]) est un village polonais de la gmina de Rzekuń dans le powiat d'Ostrołęka de la voïvodie de Mazovie dans le centre-est de la Pologne.
Il se situe à environ 10 km au sud-ouest de Rzekuń (siège de la gmina), 9 kilomètres au sud-ouest d'Ostrołęka (siège du powiat) et à 94 km au nord de Varsovie (capitale de la Pologne).

## Histoire
De 1975 à 1998, le village appartenait administrativement à la voïvodie d'Ostrołęka.